# Teenage Mutant Ninja Turtles
 "TMNT" omdirigeres hertil. For filmen fra 2007, se TMNT (film fra 2007).
 Der er for få eller ingen kildehenvisninger i denne artikel, hvilket er et problem. Du kan hjælpe ved at angive troværdige kilder til de påstande, som fremføres i artiklen.

Teenage Mutant Ninja Turtles, forkortet TMNT, (oversat direkte til dansk: Teenage-mutant-ninjaskildpadder) er tegneserier, tegnefilmserier og spillefilm med de fire muterede skildpadder Donatello, Leonardo, Michelangelo og Raphael. Serien blev skabt i 1984 af Kevin Eastman og Peter Laird.
Som navnet siger, er de fire hovedpersoner muterede menneskelignende skildpadder, der både er ninjaer og teenagere. De bor i New York Citys kloaker, hvorfra de ofte drager ud for at bekæmpe alverdens ondskab, hvilket ofte er synonym med den onde ninjamester Shredder og hans folk. At de har italienske navne er for at danne modvægt til alt det japanske med ninjaer. I de forskellige serier forklares navnene med at Splinter, skildpaddernes "far", udvalgte dem i en bog om renæssancekunstnere.
Padderne så først dagens lys i en undergrundstegneserie for voksne i 1984. Starten var beskeden men succesen fulgte snart og serien kører stadig i USA om end relanceret tre gange i tidens løb. Det skulle imidlertid blive den i 1987 lancerede tegnefilmserie for børn der skulle gøre padderne til verdensfænomen. Denne serie er nok den der kendes bedst men er faktisk kun en ud af omkring tolv forskellige inkarnationer af paddernes univers. I tidens løb er det således blevet til fem-seks forskellige tegneserier, tre tegnefilmserier (den nævnte fra 1987 en fra 2003 og en aktuel fra 2012), en rigtig tv-serie, fire spillefilm og en computeranimeret film foruden diverse børnebøger, videospil, figurer, legetøj og andet merchandise baseret på det alt sammen foruden diverse cross-overs med andre serier.
De forskellige inkarnationer har lånt brudstykker, ideer og bipersoner fra hinanden, men historielinjerne er oftest udviklet uafhængigt af hinanden. Det betyder også at tegne- og fortællestil varierer en hel del. Hvor tegnefilmserien fra 1987 for eksempel er beregnet til børn og familie er tegneserien der inspirerede den det absolut ikke mens atter andre inkarnationer har satset på større børn eller på uskyldig familieunderholdning.
Rettighederne til padderne ligger som udgangspunkt hos det af Eastman og Lairds stiftede forlag Mirage Studios. Nogle af serierne er dog er det dog helt eller delvist andre firmaer, der står bag.

## Hovedpersoner
Donatello er gruppens tekniske og videnskabelige geni. Han er også fingernem og har bygget en række af paddernes køretøjer og udstyr. Lidt mere stille end de andre men lige så meget ninja som dem. Han bruger lilla bandana og kæmper med en bostav. Opkaldt efter den italienske billedhugger Donatello.
Raphael er portrætteret på flere forskellige måder. I tegneserien fra 1984 og tegnefilmserien fra 2003 bliver han let aggressiv og er løbende på kant med sine brødre. I tegnefilmserien fra 1987 er han derimod en vittig type, der altid har en munter bemærkning. Og i tegneserien fra 1988 bliver han gruppens romantiker, da han forelsker sig i rævepigen Ninjara. Han bruger rød bandana og kæmper med to sai. Opkaldt efter den italienske maler og arkitekt Raffaello Santi.
Leonardo er gruppens om ikke valgte så i hvert fald anerkendte leder. Han er den, der har planerne. Han vil gå langt i kampen for ære og retfærdighed men også for at redde sine brødre. Han går højt op i ninjutsu og Bushidu og er den af padderne, der står Splinter nærmest. Han bruger blå bandana og kæmper med to katanasværd. Opkaldt efter det italienske universalgeni Leonardo da Vinci.
Michelangelo er gruppens festlige fyr og vil gerne have sjov i gaden. Han tager ikke altid tingene lige alvorligt, hvilket nogen gange er halvfarligt. Men tag ikke fejl: som sine brødre er han ninja til fingerspidserne. En ting tager han dog alvorligt: pizza! Han bruger orange bandana og kæmper med to nunchakuer. Opkaldt efter den italienske maler og billedhugger Michelangelo.
Splinter er en muteret menneskelignende rotte og paddernes vise sensei. Han er deres plejefar og har oplært dem i ninjitsu. For det meste holder han sig i baggrunden og giver gode råd. Men når det gælder, er han med i kampen mod det onde og folder sig ud som den sande mester, han er. I de fleste versioner var han oprindelige Hamato Yoshis kælerotte og lærte ninjitsu ved at studere ham. Men i tegnefilmserien fra 1987 var det Hamato Yoshi, der muterede og blev til Splinter.
April O'Neil var det første menneske padderne lærte at kende og er nu deres trofaste veninde. I tegneserien fra 1984 og tegnefilmserien fra 2003 arbejdede hun oprindelig for Baxter Stockman men skiftede til at blive antikvitetshandler. I tegnefilmserien fra 1987 var hun TV-reporter for den fiktive TV-station Kanal 6. I begge tilfælde blev og bliver hun dog jævnligt involveret i paddernes eventyr både frivilligt og ufrivilligt.
Casey Jones er en selvtægtsmand og ven af padderne, som forsøger at få ham til at lade være med at gå over gevind. Han bliver roligere med tiden (sådan da), og han og April begynder at nære varme følelser for hinanden (gælder ikke tegnefilmserien fra 1987 hvor han kun er med i et par episoder). Han kæmper iført ishockeymaske og med et arsenal af golfkøller, ishockeystave og baseballbats.

## Skurke
Shredder er i de fleste versioner paddernes primære fjende. Han er japansk ninjamester og hedder egentlig Uroku Saki. Som oftest er han iført en større eller mindre rustning, der altid inkluderer en hjelm, der skjuler hans ansigt. Han hader padderne og Splinter og vil gøre alt for at udslette dem. I kamp bruger han enten sine egne ninjaevner, eller han indsætter Fodklanen.
Fodklanen er Shredders hær af onde ninjaer. Klanens medlemstal kender tilsyneladende ingen grænser, uanset om medlemmerne er mennesker eller som i tegnefilmserien fra 1987 og Archie-tegneserien robotter. De siger sjældent noget men kæmper hellere. Padderne vinder dog som regel over dem.
Baxter Stockman er en ond videnskabsmand og opfinder af de farlige mouserrobotter. I begge tegnefilmserier arbejdede han oprindelig for Shredder, indtil denne kasserede ham efter gentagne fiaskoer. Herefter kæmpede han mod både Shredder og padderne. I tegnefilmserien fra 1987 muterede han til en menneskelignende flue. I tegnefilmserien fra 2003 førte afstraffelser og uheld til, at han mistede flere og flere kropsdele, så der til sidst ikke var mere end hjernen og et øje tilbage.
Bibob er et muteret vildsvin som arbejder for Shredder.
Rocksteady er et muteret næsehorn der arbejder for Shredder.

## Tegnefilmene
Obs! Begreberne tegneserien fra 1984, tegnefilmserien fra 1987 etc. er benyttet her i artiklen for at skelne varianterne fra hinanden. De fleste varianter hed hhv. hedder Teenage Mutant Ninja Turtles eller lignende.

### Tegneserien fra 1984
Da Kevin Eastman og Peter Laird udsendte deres første tegneserie om padderne på deres eget forlag Mirage Studios i maj 1984, anede de næppe, hvad de satte i gang. Det første hæfte var i sort-hvid og blev trykt i kun 3.000 eksemplarer. Det blev imidlertid hurtigt en stor succes, og det første hæfte fik snart følgeskab. Fordelt over hvad der nu kaldes Volume 1 og Volume 2 blev det frem til 1995 til 76 udgaver. En mere hård udgave Volume 3 så dagens lys i 1996 og gik frem til 1999, men den anses ikke længere for kanonisk. I stedet introduceredes i december 2001 Volume 4, der stadig kører.
Serien adskiller sig fra andre udgaver ved, at Shredder kun optræder i enkelte udgaver. Desuden bærer alle padderne rød bandana. I de følgende varianter fik de hver sin farve.
Serien har ikke været udgivet i Danmark, men det er muligt at læse de ældste originale engelske udgaver på den officielle hjemmeside.

#### Original baggrundshistorie
Tegnefilmen fra 1984 af Eastman & Lairds (der må siges at være fædrene til "Teenage Mutant Ninja Turtles") fortæller baggrundshistorien med udgangspunkt i Splinters oplevelser. Splinter, som senere hedder Master Splinter, var oprindelig kælerotte for et ungt medlem af fodninjaerne (på engelsk: foot clan eller The Foot) over 20 år før historiens nutid. Den unge og talentfulde ninjitsu ninja hedder Hamato Yoshi. Splinter så som ung rotte Hamato Yoshi træne og lærte ved at efterligne ham selv ninjitsu.
En anden ung og talentfuld fodninja (der dog ikke var lige så dygtig som Hamato Yoshi) hed Oroku Nagi. Nagi og Yoshi konkurrerede i alt og bejlede også til den samme kvinde. Hun hed Tang Shen og elskede Hamato Yoshi, så da Oroku Nagi i jalousi besøgte Tang Shen og beordrede hende til at elske Oroku selv nægtede hun selvfølgelig. Oroku Nagi havde tendens til selvtægt og fandt det åbenbart derefter retfærdigt at tæske Tang Shen. Midt i det hele trådte Hamato Yoshi ind af døren og dræbte Oroku Nagi med de bare næver i et raserianfald. Yoshi flygtede derefter til New York med Tang Shen og tog Splinter med sig.
Oroku Nagis død tog hårdt på hans yngre bror, 7-årige Oroku Saki. Fodninjaerne tog hånd om Sakis vrede, og Oroku Saki trænede intenst til han blev 18 år gammel. På trods af hans meget unge alder var Oroku Saki den bedste fodninja nogensinde og blev tildelt sin egen afdeling af klanen i New York. Fodninjaerne i New York eller the New York Foot var allerede skabt et år senere og blev indviklet organiseret kriminalitet og snigmord. Oroku Saki i spidsen blev kaldt Shredder. Shredder opsøgte Tang Shen og Hamato Yoshi og slog dem ihjel. I al postyret smadredes Splinter bur og han levede i lang tid som simpel gaderotte. En dag så han en lastbil køre galt og en beholder falde ud af ladet. Beholderen smadrede et glasbur med 4 små skildpadder, som en dreng i nærheden bar på. De falder ned i kloakken gennem en udløbsrist og Splinter følger efter. Beholderen blev smadret i faldet og indeholdt en lysende væske, som Splinter og skildpadderne fik på sig. De begyndte alle fem at mutere og blev større og mere intelligente dag for dag. Efter et år var de helt store og skildpadderne begyndte at tale.

### Tegneserien fra 1988
Fra august 1988 til oktober 1995 udgav Archie Comics en mere børnevenlig serie. Oprindelig fulgte den tegnefilmserien fra 1987 men gik hurtigt sine egne veje. Der veksledes mellem alvorlige emner som miljø og religionskonflikt og mere almindelig TMNT-komik.
Serien blev udgivet på dansk 1990 – 1993(?)
Blandt seriens figurer kan nævnes:
- Cherubae alias Mary Bones, tidligere krigsgeneral fra Dimension X. Indehaver af Forvandlingsstenen som Krang lagde kloder øde i jagten på.
- Stump, menneskelignende træ. Chef for Stumps Arena på Stumps asteroide hvorfra der transmitteres intergalaktiske brydekampe.
- Sling, Stumps sponsor.
- Koslik, stort omflyvende kohovede. Er i stand til på kort tid at krydse rum og tid.
- Hans Hund og Svend And, fribrydere i Stumps Arena.
- Maligna, ond rumdronning.
- Scul og Bean, rumvæsner og udsendinge for Maligna.
- Kid Terra, medarbejder hos Mr. Null.
- Mr. Null, ondskabsfuld erhvervsmand. Vil sælge Jorden til Scul og Bean og står i ledtog med Manden med leen.
- Chu Hsi alias Krigsdragen, mand der kan forvandle sig til en kæmpestor drage.
- Fu Sheng, gammel japaner og antikvitetssamler.
- Slash, menneskelignende skildpadde. Mistede sit paradis og blev ond.
- Mavemund, ondt rumvæsen. Stor appetit og rædselsfuld ånde.
- Chien Khan, menneskelignende hund der ville påkalde dæmonen Noi Tai Dar.
- Ninjarra, menneskelignende rævepige og tyv. Arbejdede først for Chien Khan men skiftede side og blev efterhånden kæreste med Raphael.
- Katmandu, menneskelignende firearmet tiger. Søger som god buddhist Chalie Llama og Krystalpaladset.

### Mutanimals
Mighty Mutanimals var en udløber af tegneserien fra 1987 med en gruppe af bipersoner herfra og delvist sammenflettet med denne. Serien blev udgivet af Archie Comics 1991 – 1993.
Mutanimals var:
- Rulle-Rokke, muteret menneskelignende rokke.
- Læderfjæs alias Jess Harley, forvandlet menneskelignende alligator.
- Vingenød, stor menneskelignende flagermus og sidste overlevende fra planeten Huanu.
- Skrueløs, vingenøds lille makker.
- Jagwar, menneskelignende jaguar.
- Varulf, forvandlet menneskelignende ulv.
- Mondo Gekko, muteret menneskelignende gekko.

Blandt seriens andre figurer kan nævnes:
- Juntarra, Jagwars mor
- Azrael alias Skiftingen, kvinde der kan forvandle sine arme til vinger.
- Død, Pest, Sult og Krig, de fire ryttere fra Apokalypsen.

### Avisstribe
En avisstribe skrevet og tegnet af Dan Berger gik i en række aviser mandag – fredag fra 10. december 1990, indtil den gik ind ved begyndelsen af januar 1997. På sit højdepunkt gik den i over 250 aviser, men det dalede siden kraftigt.
På dansk blev starten af serien fra 10. december 1990 til 23. august 1991 udgivet i sammenklippet form i albummet Teenage Mutant Hero Turtles – På eventyr under jorden af Serieforlaget i 1991.

### Tegneserien fra 2003
Dreamwave Productions udgav 8. juni – december 2003 en serie baseret på tegnefilmserien fra 2003.

### Manga
Padderne har medvirket i mindst tre mangaserier. Således i Myutanto Tatorusu, Supa Tatorusu og Myutanto Tatorusu III.

## Tegnefilmserier og tv-serie

### Tegnefilmserien fra 1987
Padderne fik liv med tegnefilmserien fra 1987, som Murakami-Wolf-Swenson Film Productions Inc. producerede frem til 1996, hvor man sluttede efter 194 afsnit. Mirage Studios har ikke andel i serien, og man var ikke så begejstret for de mange ændringer, der blev lavet i forhold til tegneserien fra 1984. Men tegnefilmserien blev en stor succes og gjorde padderne verdenskendte.

### The Next Mutation
I 1997 – 1998 produceredes en rigtig tv-serie med navnet The Next Mutation. Den var delvist relateret til spillefilmene. Samtidig introduceredes også en femte kvindelig padde Venus de Milo. Serien stoppede imidlertid efter kun en sæson, og der blev kun lavet 26 afsnit. Den anses ikke for kanonisk.

### Tegnefilmserien fra 2003
En tegnefilmserie baseret på tegneserien fra 1984 men ommøbleret, udvidet og gjort mere børnevenlig. I modsætning til den første serie har Mirage Studios andel i den nye serie, der foreløbig er lavet i 156 afsnit.

### Tegnefilmserien fra 2012
Der er udsendt en tegnefilmserie i 2012 med elementer fra tidligere versioner.

## Filmene

### TMNT: The Movie
Padderne nåede det store lærred i 1990 med denne deres første spillefilm, der simpelthen hed Teenage Mutant Ninja Turtles. Her introduceres padderne, deres venner og fjender.

### TMNT II: The Secret of the Ooze
I 1991 kom toeren TMNT II: The Secret of the Ooze (Gåden om det grønne slam). Her måtte padderne kæmpe mod den tilbagevendte Shredder, imens de ledte efter svar på deres oprindelse.

### TMNT III
I 1993 kom tredje og foreløbig sidste spillefilm i form af TMNT III. Her blev padderne af et mystisk scepter sendt 400 år tilbage i tiden til Japan, hvor de måtte kæmpe mod en ond feudalherre og en ond våbenhandler.

### TMNT
I 2007 kom en fjerde film, der i modsætning til sine forgængere er computeranimeret. Her er Shredder væk, men nye fjender er på banen.

### Turtles Forever
I 2009 kom en ny crossover-film, Turtles Forever.

### Teenage Mutant Ninja Turtles
I 2014 kom en ny Teenage Mutant Ninja Turtles . Her med nogle få ændringer i historikken i forhold til de gamle tegnefilm.

### Out of the Shadows
I 2016 kom en ny film, Out of the Shadows. Den efterfulgte filmen fra 2014.

## Køretøjer
- Skjoldmobilen er paddernes vogn og følgelig godt forsynet med ekstraudstyr.
- Skjoldcyklen er paddernes motorcykel i tegneserien fra 2003.
- Luftskibet optrådte af og til i tegnefilmserien fra 1987. Padderne brugte det af og til, når der var behov for at gå til vejrs.
- Teknodromen var en vigtig del af tegnefilmserien fra 1987. Den var Krangs kæmpestore kuglerunde rullende fæstning. Mindede en del om Dødsstjernen fra Star Wars om end en del mindre men ligeså velforsynet med ubehageligheder. For det meste var den dog strandet forskellige ubehagelige steder på Jorden eller i Dimension X.
- Moduler blev brugt af skurkene i tegnefilmserien fra 1987, når Teknodromen var strandet på Jorden (se sæson 1, 3 og 5-7). De kunne med høj fart bore sig gennem Jorden.

## Hjælpemidler
Udover deres våben har padderne og deres fjender også forskellige hjælpemidler til rådighed:
- Paddewalkie / Skjoldofon er så at sige paddeudgaven af 3G-mobiltelefonen men opfundet noget tidligere og med visse ekstra funktioner. I tegnefilmserien fra 1987 har skurkene en lignende kommunikator.
- Dimensionsporten i Teknodromen optrådte ved flere lejligheder i tegnefilmserien fra 1987. Den kunne bruges til at transportere ting og personer mellem dimensioner.
- Mutagen er et grønt slim, der forårsager mutationer på enhver, der kommer i kontakt med det. Det var mutagenet, der forvandlede Splinter og padderne.

## Navneforvirring

### "Ninja" eller "Hero"
Da Teenage Mutant Ninja Turtles skulle introduceres på det europæiske marked, fik man problemer med den britiske censur, der fandt, at ordet ninja var for voldeligt for et børneprogram. Derfor blev titlen ændret til Teenage Mutant Hero Turtles (TMHT). På dansk har begge titler været i brug til almindelig forvirring.
Da tegnefilmserien fra 2003 kom til, var der imidlertid ingen problemer, og den har derfor kunne beholde originaltitlen.

### Michelangelo
Da padderne blev navngivet i sin tid, blev Michelangelo ved en fejl stavet Michaelangelo – altså med et ekstra "a" som den italienske billedhugger Michelangelo Buonarroti, han er opkaldt efter, ikke havde. Ved relanceringen i 2003 besluttedes det at fjerne det, så Michelangelo nu staver sit navn korrekt.

### Shredder
Shredder er kendt under flere navne på dansk. I tegnefilmserien fra 1987 blev han således navngivet Flænseren i underteksterne. I tegneserien fra 1988 hed han først Rivejernet, før det blev ændret til Flænseren. I de øvrige udgaver, inkl. de afsnit af tegnefilmserien fra 1987 med dansk tale, omtales han under originalnavnet Shredder.